# Первый троллейбус
«Первый троллейбус» — советский чёрно-белый полнометражный художественный фильм 1963 года кинорежиссёра Исидора Анненского. Лента отмечена участием большого количества приглашённых режиссёром молодых, впоследствии знаменитых актёров.
Премьера картины состоялась 6 мая 1963 года.

## Сюжет
Заводская молодёжь южного приморского города постоянно ездит на работу первым утренним троллейбусом, водитель которого — молоденькая симпатичная Светлана — находит среди своих пассажиров новых хороших друзей. По настоянию родственников Света оставляет работу, чтобы поступать в институт. Но тут же чувствует, что в её жизни стало не хватать внимания тех, кому она была нужна каждый день, — те самые пассажиры предпринимают все попытки, даже самые отчаянные, чтобы вернуть Светлану в троллейбусный парк.

## В ролях
- Ирина Губанова — Светлана Соболева, водитель троллейбуса
- Лев Свердлин — отец Светланы
- Нина Сазонова — тётя Светланы
- Александр Демьяненко — Сергей
- Дальвин Щербаков — Павел Афанасьев (дебют в кино)
- Евгений Ануфриев — Вася
- Олег Даль — Сеня
- Виктор Борцов — Кирюшин
- Нина Дорошина — Даша
- Валентин Брылеев — Синицын
- Михаил Кононов — Коля Чумаков
- Алексей Грибов — вахтёр на кирпичном заводе
- Георгий Вицин — пьяный пассажир
- Муза Крепкогорская — диспетчер в троллейбусном парке
- Николай Парфёнов — усатый водитель
- Валерий Сомов — ухажёр
- Пётр Савин — милиционер
- Станислав Чекан — водитель троллейбуса МТБ-82
- Анда Зайце — Марина
- Валерий Зотов — член молодёжной бригады
- Герман Качин — смешливый член бригады
- Владимир Колокольцев — член молодёжной бригады
- Михаил Суворов — член молодёжной бригады
- Алла Будницкая — эпизод, подруга ухажёра
- Лариса Гордейчик — эпизод, подруга ухажёра
- Ирина Зарубина — эпизод, пассажирка троллейбуса
- Павел Суханов — пассажир троллейбуса
- Григорий Шмойлов — эпизод
- Михаил Цинман — эпизод
- Валерий Житников — член молодёжной бригады
- В. Устинов — член молодёжной бригады

### В титрах не указаны
- Савелий Крамаров — тунеядец, приятель Коли
- Евгений Стеблов — тунеядец
- Владимир Маренков — водитель
- Иван Савкин — Микошин, водитель в троллейбусном парке
- Валерий Погорельцев — член молодёжной бригады
- Кира Гурецкая — пассажирка троллейбуса
- Анна Сергеева — пассажирка троллейбуса

## Съёмочная группа
- Режиссёр — Исидор Анненский
- Авторы сценария — Юниор Шилов, Иосиф Леонидов
- Композиторы — Андрей Эшпай, Ростислав Бойко
- Оператор — Виталий Гришин
- Художник — Юрий Богатыренко
- Звукооператор — Дмитрий Флянгольц
- Монтаж — Этны Майской
- Костюмы — П. Акимова
- Грим — Е. Тимофеева
- Редактор — А. Черченко
- Дирижёр — Эмин Хачатурян
- Директора — Серафима Бениова, Е. Сапов

## Песни
- Песню в кафе «За тобою вслед» (слова Л. Дербенёва, музыка А. Эшпая и Р. Бойко) за кадром исполняет Владимир Трошин.
- Персонаж Георгия Вицина поёт песню Александра Вертинского «Я — маленькая балерина».

## Съёмки
Кинолента представляет собой лирический фильм; в нём показана атмосфера утренней Одессы начала 1960-х годов (кинофильм снимался в этом городе; также некоторые сцены сняты в Москве).
Первые кадры фильма — утренний выезд троллейбусов на маршруты — снимались в Москве, у 2-го троллейбусного парка (Новорязанская улица).
Разворотное троллейбусное кольцо снято в Одессе на площади 10 Апреля. В кадре видны строящиеся жилые дома между Академической улицей и улицей Черняховского.
В съёмках больше был задействован троллейбус ЗиУ-5, бортовой номер 201, на котором работает главная героиня; во многих сценах фигурируют также троллейбусы МТБ-82 и в ряде кадров — МТБЭС; показан настоящий троллейбусный парк, а также настоящие водители и пассажиры.
«…В фильме снималось несколько машин под одним номером 201 — часть в Одессе, часть в Москве. Троллейбус с молдингом снимался в Москве, но есть один кадр с ним в Одессе на углу Шевченко и Гагарина…»